# FIA-GT-Meisterschaft 1999

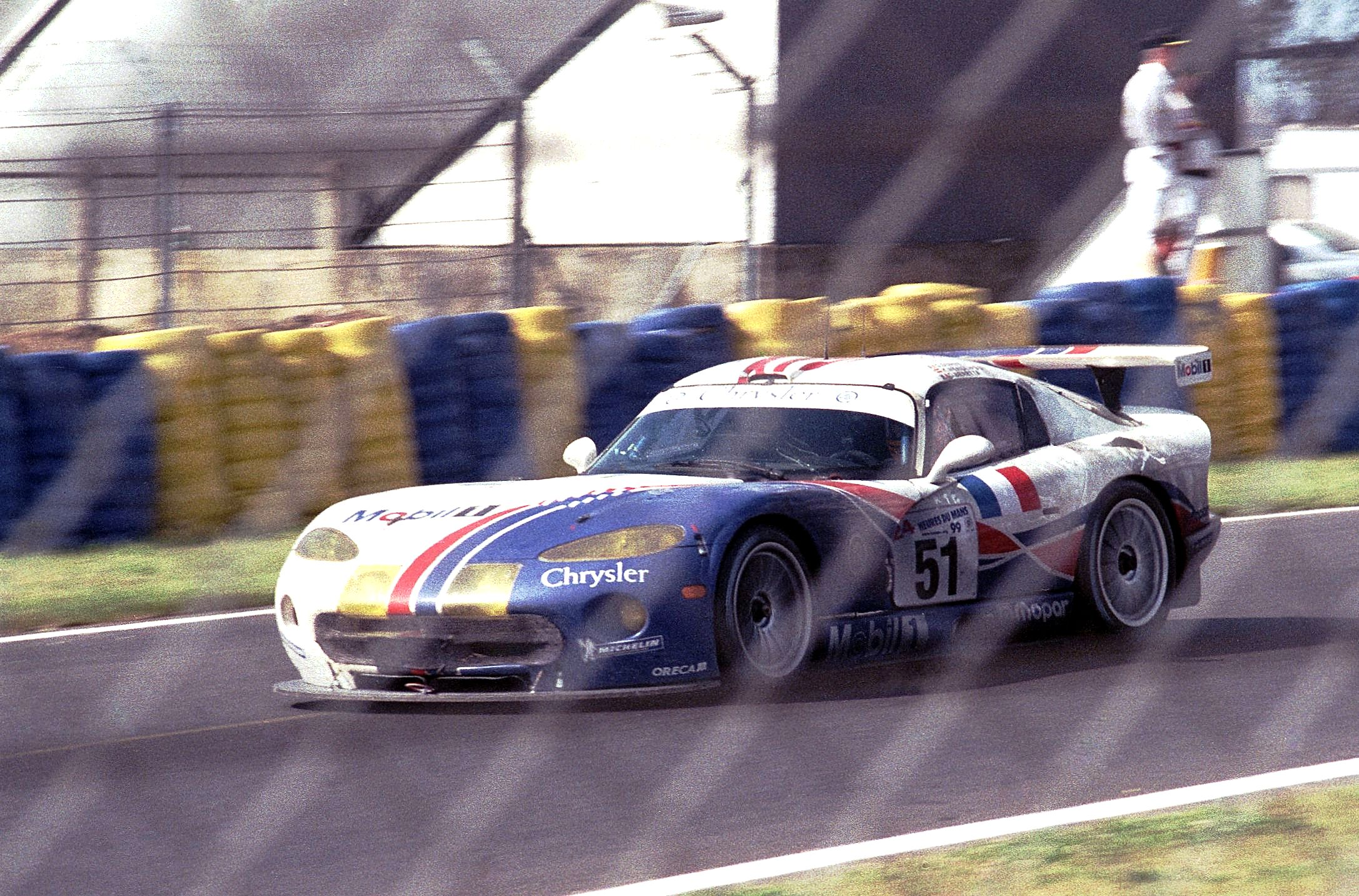
Olivier Beretta und Karl Wendlinger gewannen mit einer Chrysler Viper GTS-R den Meistertitel.

Die FIA-GT-Meisterschaft 1999 war die dritte Saison der FIA-GT-Meisterschaft.
Der Saisonstart war am 11. April 1999 in Monza und das Finale fand am 28. November in Zhuhai statt.
Insgesamt wurden zehn Rennen an Rennwochenenden in Italien, Großbritannien, Deutschland, Ungarn, Belgien, den Vereinigten Staaten und in China gefahren.
Meister wurden Olivier Beretta und Karl Wendlinger in einer Chrysler Viper GTS-R mit 78 Punkten.

## Reglementänderungen
Da Mercedes-Benz in den beiden vorangegangenen Saisons die GT1-Meisterschaftswertung dominierte, gab es für die Saison 1999 nicht genügend Meldungen anderer Teams. Daraufhin wurde von der FIA und SRO die GT1-Klasse aus der Meisterschaft gestrichen.
Die ehemalige GT2-Klasse wurde in GT umbenannt und war somit die einzige in der GT-Meisterschaft gewertete Klasse. In einigen Rennveranstaltungen waren auch Starter aus nationalen Meisterschaften (N-GT) zugelassen. Diese wurden in der GT-Meisterschaft jedoch nicht gewertet.

## Starterfeld
Folgende Fahrer und Teams sind in der Saison gestartet.
| Nr. | Fahrer                   | Team                               | Fahrzeug (Motor)                                         | Reifen | Rennwochenende |
| --- | ------------------------ | ---------------------------------- | -------------------------------------------------------- | ------ | -------------- |
| 1   | Olivier Beretta          | Chrysler Viper Team Oreca          | Chrysler Viper GTS-R (Chrysler 8.0 l V10)                | M      | 1, 2, 4–10     |
| 1   | Karl Wendlinger          | Chrysler Viper Team Oreca          | Chrysler Viper GTS-R (Chrysler 8.0 l V10)                | M      | 1, 2, 4–10     |
| 1   | Luca Drudi               | Chrysler Viper Team Oreca          | Chrysler Viper GTS-R (Chrysler 8.0 l V10)                | M      | 3              |
| 1   | Justin Bell              | Chrysler Viper Team Oreca          | Chrysler Viper GTS-R (Chrysler 8.0 l V10)                | M      | 3              |
| 2   | Jean-Philippe Belloc     | Chrysler Viper Team Oreca          | Chrysler Viper GTS-R (Chrysler 8.0 l V10)                | M      | alle           |
| 2   | David Donohue            | Chrysler Viper Team Oreca          | Chrysler Viper GTS-R (Chrysler 8.0 l V10)                | M      | 1, 2, 8, 9     |
| 2   | Justin Bell              | Chrysler Viper Team Oreca          | Chrysler Viper GTS-R (Chrysler 8.0 l V10)                | M      | 2, 7           |
| 2   | Dominique Dupuy          | Chrysler Viper Team Oreca          | Chrysler Viper GTS-R (Chrysler 8.0 l V10)                | M      | 3, 4           |
| 2   | Marc Duez                | Chrysler Viper Team Oreca          | Chrysler Viper GTS-R (Chrysler 8.0 l V10)                | M      | 5, 6           |
| 2   | Vincent Vosse            | Chrysler Viper Team Oreca          | Chrysler Viper GTS-R (Chrysler 8.0 l V10)                | M      | 10             |
| 3   | Stéphane Ortelli         | Roock Racing                       | Porsche 911 GT2 (Porsche 3.6 l Turbo Flat-6)             | Y      | 1–4            |
| 3   | Claudia Hürtgen          | Roock Racing                       | Porsche 911 GT2 (Porsche 3.6 l Turbo Flat-6)             | Y      | 1–4            |
| 3   | Adam Topping             | Roock Racing                       | Porsche 911 GT2 (Porsche 3.6 l Turbo Flat-6)             | Y      | 10             |
| 3   | Robert Schirle           | Roock Racing                       | Porsche 911 GT2 (Porsche 3.6 l Turbo Flat-6)             | Y      | 10             |
| 3   | Ugo Colombo              | Roock Racing                       | Porsche 911 GT2 (Porsche 3.6 l Turbo Flat-6)             | Y      | 10             |
| 4   | André Ahrlé              | Roock Racing                       | Porsche 911 GT2 (Porsche 3.6 l Turbo Flat-6)             | Y      | 1–5            |
| 4   | Hubert Haupt             | Roock Racing                       | Porsche 911 GT2 (Porsche 3.6 l Turbo Flat-6)             | Y      | 1–5            |
| 4   | Claudia Hürtgen          | Roock Racing                       | Porsche 911 GT2 (Porsche 3.6 l Turbo Flat-6)             | Y      | 5              |
| 5   | Michael Eschmann         | Roock Sportsystem Michael Eschmann | Porsche 911 GT2 (Porsche 3.6 l Turbo Flat-6)             | Y      | 1–4            |
| 5   | Hugh Price               | Roock Sportsystem Michael Eschmann | Porsche 911 GT2 (Porsche 3.6 l Turbo Flat-6)             | Y      | 1              |
| 5   | John Robinson            | Roock Sportsystem Michael Eschmann | Porsche 911 GT2 (Porsche 3.6 l Turbo Flat-6)             | Y      | 1              |
| 5   | Paul Hulverscheid        | Roock Sportsystem Michael Eschmann | Porsche 911 GT2 (Porsche 3.6 l Turbo Flat-6)             | Y      | 2–4, 6         |
| 5   | Sascha Maassen           | Roock Sportsystem Michael Eschmann | Porsche 911 GT2 (Porsche 3.6 l Turbo Flat-6)             | Y      | 3, 4, 6        |
| 5   | Ben Lievens              | Roock Sportsystem Michael Eschmann | Porsche 911 GT2 (Porsche 3.6 l Turbo Flat-6)             | Y      | 5              |
| 5   | Michel Meers             | Roock Sportsystem Michael Eschmann | Porsche 911 GT2 (Porsche 3.6 l Turbo Flat-6)             | Y      | 5              |
| 5   | Stéphane Ortelli         | Roock Sportsystem Michael Eschmann | Porsche 911 GT2 (Porsche 3.6 l Turbo Flat-6)             | Y      | 6              |
| 32  | Raffaele Sangiuolo       | Roock Sportsystem Michael Eschmann | Porsche 911 GT2 (Porsche 3.6 l Turbo Flat-6)             | Y      | 2              |
| 32  | John Robinson            | Roock Sportsystem Michael Eschmann | Porsche 911 GT2 (Porsche 3.6 l Turbo Flat-6)             | Y      | 2              |
| 32  | Hugh Price               | Roock Sportsystem Michael Eschmann | Porsche 911 GT2 (Porsche 3.6 l Turbo Flat-6)             | Y      | 2              |
| 6   | Franz Konrad             | Konrad Motorsport                  | Porsche 911 GT2 (Porsche 3.6 l Turbo Flat-6)             | D      | alle           |
| 6   | Bob Wollek               | Konrad Motorsport                  | Porsche 911 GT2 (Porsche 3.6 l Turbo Flat-6)             | D      | 1, 3, 4, 6     |
| 6   | Mike Hezemans            | Konrad Motorsport                  | Porsche 911 GT2 (Porsche 3.6 l Turbo Flat-6)             | D      | 2, 8, 9        |
| 6   | Altfrid Heger            | Konrad Motorsport                  | Porsche 911 GT2 (Porsche 3.6 l Turbo Flat-6)             | D      | 5              |
| 6   | Sascha Maassen           | Konrad Motorsport                  | Porsche 911 GT2 (Porsche 3.6 l Turbo Flat-6)             | D      | 7, 10          |
| 7   | Charles Slater           | Konrad Motorsport                  | Porsche 911 GT2 (Porsche 3.6 l Turbo Flat-6)             | D      | 8, 9           |
| 7   | Ugo Colombo              | Konrad Motorsport                  | Porsche 911 GT2 (Porsche 3.6 l Turbo Flat-6)             | D      | 8              |
| 7   | Jesús Diez de Villarroel | Konrad Motorsport                  | Porsche 911 GT2 (Porsche 3.6 l Turbo Flat-6)             | D      | 9              |
| 7   | Peter Worm               | Konrad Motorsport                  | Porsche 911 GT2 (Porsche 3.6 l Turbo Flat-6)             | D      | 10             |
| 7   | Batti Pregliasco         | Konrad Motorsport                  | Porsche 911 GT2 (Porsche 3.6 l Turbo Flat-6)             | D      | 10             |
| 8   | Luca Cappellari          | Haberthur Racing                   | Porsche 911 GT2 (Porsche 3.6 l Turbo Flat-6)             | D      | 1–9            |
| 8   | Michel Neugarten         | Haberthur Racing                   | Porsche 911 GT2 (Porsche 3.6 l Turbo Flat-6)             | D      | 1, 3–5         |
| 8   | Filippo Salvarni         | Haberthur Racing                   | Porsche 911 GT2 (Porsche 3.6 l Turbo Flat-6)             | D      | 1              |
| 8   | Angelo Zadra             | Haberthur Racing                   | Porsche 911 GT2 (Porsche 3.6 l Turbo Flat-6)             | D      | 2              |
| 8   | Patrice Goueslard        | Haberthur Racing                   | Porsche 911 GT2 (Porsche 3.6 l Turbo Flat-6)             | D      | 2–4            |
| 8   | Marco Spinelli           | Haberthur Racing                   | Porsche 911 GT2 (Porsche 3.6 l Turbo Flat-6)             | D      | 5              |
| 8   | Patrick Vuillaume        | Haberthur Racing                   | Porsche 911 GT2 (Porsche 3.6 l Turbo Flat-6)             | D      | 6–10           |
| 8   | Axel Röhr                | Haberthur Racing                   | Porsche 911 GT2 (Porsche 3.6 l Turbo Flat-6)             | D      | 6              |
| 8   | Raffaele Sangiuolo       | Haberthur Racing                   | Porsche 911 GT2 (Porsche 3.6 l Turbo Flat-6)             | D      | 7              |
| 8   | Paolo Rapetti            | Haberthur Racing                   | Porsche 911 GT2 (Porsche 3.6 l Turbo Flat-6)             | D      | 8              |
| 8   | David Kicak              | Haberthur Racing                   | Porsche 911 GT2 (Porsche 3.6 l Turbo Flat-6)             | D      | 9              |
| 8   | Rino Mastronardi         | Haberthur Racing                   | Porsche 911 GT2 (Porsche 3.6 l Turbo Flat-6)             | D      | 10             |
| 8   | Jacques Corbet           | Haberthur Racing                   | Porsche 911 GT2 (Porsche 3.6 l Turbo Flat-6)             | D      | 10             |
| 9   | Mauro Casadei            | Haberthur Racing                   | Porsche 911 GT2 (Porsche 3.6 l Turbo Flat-6)             | D      | alle           |
| 9   | Stefano Bucci            | Haberthur Racing                   | Porsche 911 GT2 (Porsche 3.6 l Turbo Flat-6)             | D      | 1–4            |
| 9   | Andrea Garbagnati        | Haberthur Racing                   | Porsche 911 GT2 (Porsche 3.6 l Turbo Flat-6)             | D      | 1, 2, 4, 7–10  |
| 9   | Patrick Vuillaume        | Haberthur Racing                   | Porsche 911 GT2 (Porsche 3.6 l Turbo Flat-6)             | D      | 5              |
| 9   | Raffaele Sangiuolo       | Haberthur Racing                   | Porsche 911 GT2 (Porsche 3.6 l Turbo Flat-6)             | D      | 5              |
| 9   | Roberto Mangifesta       | Haberthur Racing                   | Porsche 911 GT2 (Porsche 3.6 l Turbo Flat-6)             | D      | 6              |
| 9   | Ivan Jacoma              | Haberthur Racing                   | Porsche 911 GT2 (Porsche 3.6 l Turbo Flat-6)             | D      | 6              |
| 9   | Massimo Cattori          | Haberthur Racing                   | Porsche 911 GT2 (Porsche 3.6 l Turbo Flat-6)             | D      | 7              |
| 10  | Cor Euser                | Marcos Racing International        | Marcos LM600 (Chevrolet 5.9 l V8)                        | D      | 1, 3, 4        |
| 10  | Mike Hezemans            | Marcos Racing International        | Marcos LM600 (Chevrolet 5.9 l V8)                        | D      | 1, 6           |
| 10  | Herman Buurman           | Marcos Racing International        | Marcos LM600 (Chevrolet 5.9 l V8)                        | D      | 3, 4, 6        |
| 10  | Vincent Dupont           | Marcos Racing International        | Marcos LM600 (Chevrolet 5.9 l V8)                        | D      | 5              |
| 10  | Hans Willems             | Marcos Racing International        | Marcos LM600 (Chevrolet 5.9 l V8)                        | D      | 5              |
| 11  | Cor Euser                | Marcos Racing International        | Marcos LM600 (Chevrolet 5.9 l V8)                        | D      | 5              |
| 11  | Herman Buurman           | Marcos Racing International        | Marcos LM600 (Chevrolet 5.9 l V8)                        | D      | 5              |
| 15  | Wolfgang Kaufmann        | Freisinger Motorsport              | Porsche 911 GT2 (Porsche 3.6 l Turbo Flat-6)             | D      | alle           |
| 15  | Michel Ligonnet          | Freisinger Motorsport              | Porsche 911 GT2 (Porsche 3.6 l Turbo Flat-6)             | D      | 1–7            |
| 15  | Bob Wollek               | Freisinger Motorsport              | Porsche 911 GT2 (Porsche 3.6 l Turbo Flat-6)             | D      | 8–10           |
| 16  | Manfred Jurasz           | Freisinger Motorsport              | Porsche 911 GT2 (Porsche 3.6 l Turbo Flat-6)             | D      | alle           |
| 16  | Ray Lintott              | Freisinger Motorsport              | Porsche 911 GT2 (Porsche 3.6 l Turbo Flat-6)             | D      | 1              |
| 16  | Luis Marques             | Freisinger Motorsport              | Porsche 911 GT2 (Porsche 3.6 l Turbo Flat-6)             | D      | 2              |
| 16  | Yukihiro Hane            | Freisinger Motorsport              | Porsche 911 GT2 (Porsche 3.6 l Turbo Flat-6)             | D      | 3–7, 9, 10     |
| 16  | Lance Stewart            | Freisinger Motorsport              | Porsche 911 GT2 (Porsche 3.6 l Turbo Flat-6)             | D      | 8              |
| 18  | Ni Amorim                | Chamberlain Motorsport             | Chrysler Viper GTS-R (Chrysler 8.0 l V10)                | M      | 1–7, 10        |
| 18  | Will Hoy                 | Chamberlain Motorsport             | Chrysler Viper GTS-R (Chrysler 8.0 l V10)                | M      | 1, 2           |
| 18  | Toni Seiler              | Chamberlain Motorsport             | Chrysler Viper GTS-R (Chrysler 8.0 l V10)                | M      | 2–7            |
| 18  | Vincent Vosse            | Chamberlain Motorsport             | Chrysler Viper GTS-R (Chrysler 8.0 l V10)                | M      | 8, 9           |
| 18  | Xavier Pompidou          | Chamberlain Motorsport             | Chrysler Viper GTS-R (Chrysler 8.0 l V10)                | M      | 8, 9           |
| 18  | Hans Hugenholtz Jr.      | Chamberlain Motorsport             | Chrysler Viper GTS-R (Chrysler 8.0 l V10)                | M      | 8, 10          |
| 18  | Michel Ligonnet          | Chamberlain Motorsport             | Chrysler Viper GTS-R (Chrysler 8.0 l V10)                | M      | 9, 10          |
| 19  | Christian Vann           | Chamberlain Motorsport             | Chrysler Viper GTS-R (Chrysler 8.0 l V10)                | M      | alle           |
| 19  | Christian Gläsel         | Chamberlain Motorsport             | Chrysler Viper GTS-R (Chrysler 8.0 l V10)                | M      | alle           |
| 19  | Hans Hugenholtz Jr.      | Chamberlain Motorsport             | Chrysler Viper GTS-R (Chrysler 8.0 l V10)                | M      | 2              |
| 20  | Attila Barta             | Bovi Motorsport                    | Porsche 911 GT2 (Porsche 3.6 l Turbo Flat-6)             |        | 1, 4           |
| 20  | Kálmán Bódis             | Bovi Motorsport                    | Porsche 911 GT2 (Porsche 3.6 l Turbo Flat-6)             |        | 1, 4           |
| 20  | Ferenc Rátkai            | Bovi Motorsport                    | Porsche 911 GT2 (Porsche 3.6 l Turbo Flat-6)             | 1      |                |
| 20  | Zoltán Zengő             | Bovi Motorsport                    | Porsche 911 GT2 (Porsche 3.6 l Turbo Flat-6)             | 4      |                |
| 21  | Claude-Yves Gosselin     | Paul Belmondo Racing               | Chrysler Viper GTS-R (Chrysler 8.0 l V10)                | D      | 1–7            |
| 21  | Paul Belmondo            | Paul Belmondo Racing               | Chrysler Viper GTS-R (Chrysler 8.0 l V10)                | D      | 1–5, 7–10      |
| 21  | Marc Rostan              | Paul Belmondo Racing               | Chrysler Viper GTS-R (Chrysler 8.0 l V10)                | D      | 2              |
| 21  | Emmanuel Clérico         | Paul Belmondo Racing               | Chrysler Viper GTS-R (Chrysler 8.0 l V10)                | D      | 4, 6, 8        |
| 21  | Luca Drudi               | Paul Belmondo Racing               | Chrysler Viper GTS-R (Chrysler 8.0 l V10)                | D      | 9              |
| 21  | Dominique Dupuy          | Paul Belmondo Racing               | Chrysler Viper GTS-R (Chrysler 8.0 l V10)                | D      | 10             |
| 22  | Emmanuel Clérico         | Paul Belmondo Racing               | Chrysler Viper GTS-R (Chrysler 8.0 l V10)                | D      | 1, 3           |
| 22  | Christophe Pillon        | Paul Belmondo Racing               | Chrysler Viper GTS-R (Chrysler 8.0 l V10)                | D      | 1              |
| 22  | Steffan Widmann          | Paul Belmondo Racing               | Chrysler Viper GTS-R (Chrysler 8.0 l V10)                | D      | 3–7            |
| 22  | Marc Rostan              | Paul Belmondo Racing               | Chrysler Viper GTS-R (Chrysler 8.0 l V10)                | D      | 3, 8           |
| 22  | Mike Hezemans            | Paul Belmondo Racing               | Chrysler Viper GTS-R (Chrysler 8.0 l V10)                | D      | 4, 7           |
| 22  | Alex Portman             | Paul Belmondo Racing               | Chrysler Viper GTS-R (Chrysler 8.0 l V10)                | D      | 5              |
| 22  | Jean-Marc Gounon         | Paul Belmondo Racing               | Chrysler Viper GTS-R (Chrysler 8.0 l V10)                | D      | 6              |
| 22  | Alain Filhol             | Paul Belmondo Racing               | Chrysler Viper GTS-R (Chrysler 8.0 l V10)                | D      | 7              |
| 22  | "Raël"                   | Paul Belmondo Racing               | Chrysler Viper GTS-R (Chrysler 8.0 l V10)                | D      | 8–9            |
| 22  | Steve Pfeffer            | Paul Belmondo Racing               | Chrysler Viper GTS-R (Chrysler 8.0 l V10)                | D      | 9              |
| 23  | Francis Werner           | Werner                             | Porsche 911 GT2 (Porsche 3.6 l Turbo Flat-6)             | D      | 2–5, 7         |
| 23  | Jacques Piattier         | Werner                             | Porsche 911 GT2 (Porsche 3.6 l Turbo Flat-6)             | D      | 2–5, 7         |
| 23  | Philippe Auvray          | Werner                             | Porsche 911 GT2 (Porsche 3.6 l Turbo Flat-6)             | D      | 2, 4, 5        |
| 24  | Horst Felbermayr         | RWS                                | Porsche 911 GT2 (Porsche 3.6 l Turbo Flat-6)             |        | 1–7            |
| 24  | Horst Felbermayr Jr.     | RWS                                | Porsche 911 GT2 (Porsche 3.6 l Turbo Flat-6)             |        | 1–7            |
| 25  | Julian Bailey            | Lister Storm Racing                | Lister Storm GT2 (Jaguar 7.0 l V12)                      | M      | 1–3, 5, 7      |
| 25  | Bobby Verdon-Roe         | Lister Storm Racing                | Lister Storm GT2 (Jaguar 7.0 l V12)                      | M      | 1, 2           |
| 25  | Tiff Needell             | Lister Storm Racing                | Lister Storm GT2 (Jaguar 7.0 l V12)                      | M      | 1, 2           |
| 25  | Jamie Campbell-Walter    | Lister Storm Racing                | Lister Storm GT2 (Jaguar 7.0 l V12)                      | M      | 3, 5           |
| 25  | Tim Sugden               | Lister Storm Racing                | Lister Storm GT2 (Jaguar 7.0 l V12)                      | M      | 3              |
| 25  | Andy Wallace             | Lister Storm Racing                | Lister Storm GT2 (Jaguar 7.0 l V12)                      | M      | 5, 7           |
| 25  | William Hewland          | Lister Storm Racing                | Lister Storm GT2 (Jaguar 7.0 l V12)                      | M      | 7              |
| 34  | Mike Hezemans            | Lister Storm Racing                | Lister Storm GT2 (Jaguar 7.0 l V12)                      | M      | 3, 5           |
| 34  | David Hart               | Lister Storm Racing                | Lister Storm GT2 (Jaguar 7.0 l V12)                      | M      | 3, 5           |
| 26  | Ruggero Grassi           | Ruggero Grassi                     | Porsche 911 GT2 (Porsche 3.6 l Turbo Flat-6)             |        | 1              |
| 26  | Anssi Münz               | Ruggero Grassi                     | Porsche 911 GT2 (Porsche 3.6 l Turbo Flat-6)             |        | 1              |
| 27  | Luciano Tamburini        | MAC Racing                         | Porsche 911 (Typ 996) (Porsche 3.4 l Flat-6)             |        | 1              |
| 27  | Ruggero Melgrati         | MAC Racing                         | Porsche 911 (Typ 996) (Porsche 3.4 l Flat-6)             |        | 1              |
| 28  | Fabio Babini             | Ebimotors                          | Porsche 911 GT2 (Porsche 3.6 l Turbo Flat-6)             |        | 1              |
| 28  | Massimo Frigerio         | Ebimotors                          | Porsche 911 GT2 (Porsche 3.6 l Turbo Flat-6)             |        | 1              |
| 29  | Marco Spinelli           | Autorlando                         | Porsche 911 GT2 (Porsche 3.6 l Turbo Flat-6)             | P      | 1, 7           |
| 29  | Fabio Villa              | Autorlando                         | Porsche 911 GT2 (Porsche 3.6 l Turbo Flat-6)             | P      | 1, 7           |
| 29  | Gabriele Sabatini        | Autorlando                         | Porsche 911 GT2 (Porsche 3.6 l Turbo Flat-6)             | P      | 1, 7           |
| 30  | Max Beaverbroock         | BVB                                | Porsche 911 GT2 (Porsche 3.6 l Turbo Flat-6)             | D      | 2, 7           |
| 30  | Geoff Lister             | BVB                                | Porsche 911 GT2 (Porsche 3.6 l Turbo Flat-6)             | D      | 2              |
| 30  | Martin Stretton          | BVB                                | Porsche 911 GT2 (Porsche 3.6 l Turbo Flat-6)             | D      | 7              |
| 31  | Jean-Pierre Jarier       | Sunauto                            | Porsche 911 GT2 (Porsche 3.6 l Turbo Flat-6)             | P      | 2, 4           |
| 31  | François Lafon           | Sunauto                            | Porsche 911 GT2 (Porsche 3.6 l Turbo Flat-6)             | P      | 2, 4           |
| 31  | Michel Neugarten         | Sunauto                            | Porsche 911 GT2 (Porsche 3.6 l Turbo Flat-6)             | P      | 2              |
| 33  | Vincent Vosse            | GLPK Racing                        | Chrysler Viper GTS-R (Chrysler 8.0 l V10)                | D      | 1–7            |
| 33  | Didier Defourny          | GLPK Racing                        | Chrysler Viper GTS-R (Chrysler 8.0 l V10)                | D      | 1–7            |
| 33  | Marc Duez                | GLPK Racing                        | Chrysler Viper GTS-R (Chrysler 8.0 l V10)                | D      | 2              |
| 33  | Anthony Kumpen           | GLPK Racing                        | Chrysler Viper GTS-R (Chrysler 8.0 l V10)                | D      | 4              |
| 33  | Jean-François Hemroulle  | GLPK Racing                        | Chrysler Viper GTS-R (Chrysler 8.0 l V10)                | D      | 4              |
| 35  | Michael Trunk            | Porsche Zentrum Regensburg         | Porsche 911 Turbo (Typ 993) (Porsche 3.6 l Turbo Flat-6) |        | 6              |
| 35  | Bernhard Müller          | Porsche Zentrum Regensburg         | Porsche 911 Turbo (Typ 993) (Porsche 3.6 l Turbo Flat-6) |        | 6              |
| 36  | Josef Jobst              | Porsche Zentrum Regensburg         | Porsche 911 Cup 3.8 (Porsche 3.8 l Flat-6)               | 6      |                |
| 36  | Klaus Gebendorfer        | Porsche Zentrum Regensburg         | Porsche 911 Cup 3.8 (Porsche 3.8 l Flat-6)               | 6      |                |
| 36  | Günther Kronseder        | Porsche Zentrum Regensburg         | Porsche 911 Cup 3.8 (Porsche 3.8 l Flat-6)               | 6      |                |
| 37  | Robert Schirle           | Cirtek Motorsport                  | Porsche 911 GT2 (Porsche 3.6 l Turbo Flat-6)             |        | 7              |
| 37  | Jonathan Baker           | Cirtek Motorsport                  | Porsche 911 GT2 (Porsche 3.6 l Turbo Flat-6)             |        | 7              |
| 37  | Charlie Cox              | Cirtek Motorsport                  | Porsche 911 GT2 (Porsche 3.6 l Turbo Flat-6)             |        | 7              |
| 69  | Gerold Ried              | Proton Competition                 | Porsche 911 GT2 (Porsche 3.6 l Turbo Flat-6)             | Y      | 1–7, 10        |
| 69  | Christian Ried           | Proton Competition                 | Porsche 911 GT2 (Porsche 3.6 l Turbo Flat-6)             | Y      | 1–7, 10        |
| 69  | Patrick Vuillaume        | Proton Competition                 | Porsche 911 GT2 (Porsche 3.6 l Turbo Flat-6)             | Y      | 1–4            |
| 77  | Richard Nearn            | Seikel Motorsport                  | Porsche 911 GT2 (Porsche 3.6 l Turbo Flat-6)             | D      | 1–7            |
| 77  | Ernst Palmberger         | Seikel Motorsport                  | Porsche 911 GT2 (Porsche 3.6 l Turbo Flat-6)             | D      | 1–6            |
| 77  | Nigel Smith              | Seikel Motorsport                  | Porsche 911 GT2 (Porsche 3.6 l Turbo Flat-6)             | D      | 1–6            |
| 77  | Rob Wilson               | Seikel Motorsport                  | Porsche 911 GT2 (Porsche 3.6 l Turbo Flat-6)             | D      | 7              |
| 78  | Renato Mastropietro      | Seikel Motorsport                  | Porsche 911 GT2 (Porsche 3.6 l Turbo Flat-6)             | D      | 1, 2           |
| 78  | Claudio Padovani         | Seikel Motorsport                  | Porsche 911 GT2 (Porsche 3.6 l Turbo Flat-6)             | D      | 1, 2           |
| 78  | Raffaele Sangiuolo       | Seikel Motorsport                  | Porsche 911 GT2 (Porsche 3.6 l Turbo Flat-6)             | D      | 1, 4           |
| 78  | Paolo Zanichelli         | Seikel Motorsport                  | Porsche 911 GT2 (Porsche 3.6 l Turbo Flat-6)             | D      | 2              |
| 78  | Jacques Schwach          | Seikel Motorsport                  | Porsche 911 GT2 (Porsche 3.6 l Turbo Flat-6)             | D      | 3              |
| 78  | Bernard Schwach          | Seikel Motorsport                  | Porsche 911 GT2 (Porsche 3.6 l Turbo Flat-6)             | D      | 3              |
| 78  | Didier van Straaten      | Seikel Motorsport                  | Porsche 911 GT2 (Porsche 3.6 l Turbo Flat-6)             | D      | 3              |
| 78  | Xavier Pompidou          | Seikel Motorsport                  | Porsche 911 GT2 (Porsche 3.6 l Turbo Flat-6)             | D      | 4, 7           |
| 78  | Max Cohen-Olivar         | Seikel Motorsport                  | Porsche 911 GT2 (Porsche 3.6 l Turbo Flat-6)             | D      | 4, 7           |
| 78  | Ruggero Grassi           | Seikel Motorsport                  | Porsche 911 GT2 (Porsche 3.6 l Turbo Flat-6)             | D      | 6              |
| 78  | Christian Vogler         | Seikel Motorsport                  | Porsche 911 GT2 (Porsche 3.6 l Turbo Flat-6)             | D      | 6              |
| 78  | Paolo Rapetti            | Seikel Motorsport                  | Porsche 911 GT2 (Porsche 3.6 l Turbo Flat-6)             | D      | 7              |

## Rennkalender und Ergebnisse
| Runde | Rennen (Strecke)                               | Datum         | Pole-Position                                     | Schnellste Runde     | Gesamtsieger                         | Fahrzeug             |
| ----- | ---------------------------------------------- | ------------- | ------------------------------------------------- | -------------------- | ------------------------------------ | -------------------- |
| 1     | 500-km-Rennen von Monza Monza                  | 11. April     | Olivier Beretta Karl Wendlinger                   | Olivier Beretta      | Olivier Beretta Karl Wendlinger      | Chrysler Viper GTS-R |
| 2     | 500-Meilen-Rennen von Silverstone Silverstone  | 9. Mai        | Olivier Beretta Karl Wendlinger                   | Jean-Philippe Belloc | Olivier Beretta Karl Wendlinger      | Chrysler Viper GTS-R |
| 3     | 500-km-Rennen von Hockenheim Hockenheimring    | 27. Juni      | Jean-Philippe Belloc Dominique Dupuy              | Jean-Philippe Belloc | Jean-Philippe Belloc Dominique Dupuy | Chrysler Viper GTS-R |
| 4     | 500-km-Rennen von Budapest Hungaroring         | 4. Juli       | Karl Wendlinger Olivier Beretta                   | Stéphane Ortelli     | Jean-Philippe Belloc Dominique Dupuy | Chrysler Viper GTS-R |
| 5     | 500-km-Rennen von Zolder Zolder                | 18. Juli      | Julian Bailey Andy Wallace Jamie Campbell-Walter  | Julian Bailey        | Olivier Beretta Karl Wendlinger      | Chrysler Viper GTS-R |
| 6     | 500-km-Rennen von Oschersleben Oschersleben    | 8. August     | Sascha Maassen Paul Hulverscheid Stéphane Ortelli | Karl Wendlinger      | Olivier Beretta Karl Wendlinger      | Chrysler Viper GTS-R |
| 7     | 500-km-Rennen von Donington Donington Park     | 5. September  | Julian Bailey Andy Wallace William Hewland        | Olivier Beretta      | Olivier Beretta Karl Wendlinger      | Chrysler Viper GTS-R |
| 8     | 3-Stunden-Rennen von Homestead Homestead       | 26. September | Olivier Beretta Karl Wendlinger                   | Karl Wendlinger      | Paul Belmondo Emmanuel Clérico       | Chrysler Viper GTS-R |
| 9     | 3-Stunden-Rennen von Watkins Glen Watkins Glen | 3. Oktober    | Jean-Philippe Belloc David Donohue                | Jean-Philippe Belloc | Jean-Philippe Belloc David Donohue   | Chrysler Viper GTS-R |
| 10    | 500-km-Rennen von Zhuhai Zhuhai                | 28. November  | Jean-Philippe Belloc Vincent Vosse                | Olivier Beretta      | Olivier Beretta Karl Wendlinger      | Chrysler Viper GTS-R |

## Meisterschaftsergebnisse

### Punktesystem
Punkte wurden an die ersten 6 klassifizierten Fahrer in folgender Anzahl vergeben:
| Platz  | 1. | 2. | 3. | 4. | 5. | 6. |
| Punkte | 10 | 6  | 4  | 3  | 2  | 1  |

Die Teams erhielten für alle klassifizierten Rennwagen Punkte. Für eine Klassifizierung mussten die Fahrzeuge unter den ersten 6 Plätze fahren und mindestens 75 % der Renndistanz zurücklegen.

### Fahrerwertung
| Platz | Fahrer                | MON | SIL | HOC | HUN | ZOL | OSC | DON | HOM | WAT | ZHU | Punkte |
| ----- | --------------------- | --- | --- | --- | --- | --- | --- | --- | --- | --- | --- | ------ |
| 1     | Olivier Beretta       | 1   | 1   |     | 2   | 1   | 1   | 1   | 2   | 2   | 1   | 78     |
| 1     | Karl Wendlinger       | 1   | 1   |     | 2   | 1   | 1   | 1   | 2   | 2   | 1   | 78     |
| 2     | Jean-Philippe Belloc  | 2   | 2   | 1   | 1   | DNF | 2   | 16  | 4   | 1   | 5   | 53     |
| 3     | David Donohue         | 2   | 2   |     |     |     |     |     | 4   | 1   |     | 25     |
| 4     | Dominique Dupuy       |     |     | 1   | 1   |     |     |     |     |     | 3   | 24     |
| 5     | Christian Gläsel      | 4   | 4   | 12  | 8   | DNF | 4   | 5   | 7   | 3   | 2   | 21     |
| 5     | Christian Vann        | 4   | 4   | 12  | 8   | DNF | 4   | 5   | 7   | 3   | 2   | 21     |
| 6     | Wolfgang Kaufmann     | 3   | 6   | 5   | 6   | 4   | 5   | DNF | 5   | 4   | 4   | 21     |
| 7     | Paul Belmondo         | 6   | 7   | 7   | 10  | 5   |     | 7   | 1   | 5   | 3   | 19     |
| 8     | Bob Wollek            | 15  |     | 3   | 3   |     | 8   |     | 5   | 4   | 4   | 16     |
| 9     | Vincent Vosse         | 5   | 3   | DNF | 13  | 14  | DNF | 4   | 3   | 6   | 5   | 16     |
| 10    | Ni Amorim             | DNF | DNF | DNF | 4   | 2   | 3   | 6   |     |     | 10  | 14     |
| 11    | Toni Seiler           |     | DNF | DNF | 4   | 2   | 3   | 6   |     |     |     | 14     |
| 12    | Michel Ligonnet       | 3   | 6   | 5   | 6   | 4   | 5   | DNF |     | 6   | 10  | 14     |
| 13    | Franz Konrad          | 15  | 13  | 3   | 3   | 6   | 8   | 3   | DNF | 11  | DNF | 13     |
| 14    | Justin Bell           |     | 2   | 2   |     |     |     | 16  |     |     |     | 12     |
| 15    | Emmanuel Clérico      | DNF |     | DNF | 10  |     | 6   |     | 1   |     |     | 11     |
| 16    | Marc Duez             |     | 3   |     |     | DNF | 2   |     |     |     |     | 10     |
| 17    | Julian Bailey         | DNF | DNF | 4   |     | 12  |     | 2   |     |     |     | 9      |
| 18    | Didier Defourny       | 5   | 3   | DNF | 13  | 14  | DNF | 4   |     |     |     | 9      |
| 19    | Luca Drudi            |     |     | 2   |     |     |     |     |     | 5   |     | 8      |
| 20    | Hans Hugenholtz Jr.   |     | 4   |     |     |     |     |     | 3   |     | 10  | 7      |
| 21    | Sascha Maassen        |     |     | 9   | 5   |     | 14  | 3   |     |     | DNF | 6      |
| 22    | Xavier Pompidou       |     |     |     | NC  |     |     | 12  | 3   | 6   |     | 5      |
| 23    | Mike Hezemans         | 13  | 13  | DNF | 9   | 3   | DNS | DNF | DNF | 11  |     | 4      |
| 24    | David Hart            |     |     | DNF |     | 3   |     |     |     |     |     | 4      |
| 25    | Claude-Yves Gosselin  | 6   | 7   | 7   | 10  | 5   | 6   | 7   |     |     |     | 4      |
| 26    | Jamie Campbell-Walter |     |     | 4   |     | 12  |     |     |     |     |     | 3      |
| 27    | Tim Sugden            |     |     | 4   |     |     |     |     |     |     |     | 3      |
| 28    | Stéphane Ortelli      | 8   | 5   | 15  | 16  |     | 14  |     |     |     |     | 2      |
| 29    | Claudia Hürtgen       | 8   | 5   | 15  | 16  | 15  |     |     |     |     |     | 2      |
| 30    | Paul Hulverscheid     |     | DNF | 9   | 5   |     | 14  |     |     |     |     | 2      |
| 31    | Michael Eschmann      | 21  | DNF | 9   | 5   |     |     |     |     |     |     | 2      |
| 32    | Manfred Jurasz        | 19  | DNF | 14  | 17  | 7   | 10  | 9   | 6   | 8   | 6   | 2      |
| 33    | Yukihiro Hane         |     |     | 14  | 17  | 7   | 10  | 9   |     | 9   | 6   | 1      |
| 34    | André Ahrlé           | 11  | DNF | 6   | 7   | 15  |     |     |     |     |     | 1      |
| 34    | Hubert Haupt          | 11  | DNF | 6   | 7   | 15  |     |     |     |     |     | 1      |
| 35    | Altfrid Heger         |     |     |     |     | 6   |     |     |     |     |     | 1      |
| 35    | Lance Stewart         |     |     |     |     |     |     |     | 6   |     |     | 1      |
| Platz | Fahrer                | MON | SIL | HOC | HUN | ZOL | OSC | DON | HOM | WAT | ZHU | Punkte |

| Legende  | Legende            | Legende                                                          |
| Farbe    | Abkürzung          | Bedeutung                                                        |
| -------- | ------------------ | ---------------------------------------------------------------- |
| Gold     | –                  | Sieg                                                             |
| Silber   | –                  | 2. Platz                                                         |
| Bronze   | –                  | 3. Platz                                                         |
| Grün     | –                  | Platzierung in den Punkten                                       |
| Blau     | –                  | Klassifiziert außerhalb der Punkteränge                          |
| Violett  | DNF                | Rennen nicht beendet (did not finish)                            |
| Violett  | NC                 | nicht klassifiziert (not classified)                             |
| Rot      | DNQ                | nicht qualifiziert (did not qualify)                             |
| Rot      | DNPQ               | in Vorqualifikation gescheitert (did not pre-qualify)            |
| Schwarz  | DSQ                | disqualifiziert (disqualified)                                   |
| Weiß     | DNS                | nicht am Start (did not start)                                   |
| Weiß     | WD                 | zurückgezogen (withdrawn)                                        |
| Hellblau | PO                 | nur am Training teilgenommen (practiced only)                    |
| Hellblau | TD                 | Freitags-Testfahrer (test driver)                                |
| ohne     | DNP                | nicht am Training teilgenommen (did not practice)                |
| ohne     | INJ                | verletzt oder krank (injured)                                    |
| ohne     | EX                 | ausgeschlossen (excluded)                                        |
| ohne     | DNA                | nicht erschienen (did not arrive)                                |
| ohne     | C                  | Rennen abgesagt (cancelled)                                      |
| ohne     | keine WM-Teilnahme |                                                                  |
| sonstige | P/fett             | Pole-Position                                                    |
| sonstige | 1/2/3/4/5/6/7/8    | Punktplatzierung im Sprint-/Qualifikationsrennen                 |
| sonstige | SR/kursiv          | Schnellste Rennrunde                                             |
| sonstige | *                  | nicht im Ziel, aufgrund der zurückgelegten Distanz aber gewertet |
| sonstige | ()                 | Streichresultate                                                 |
| sonstige | unterstrichen      | Führender in der Gesamtwertung                                   |

### Teamwertung
| Platz | Team                        | MON | SIL | HOC | HUN | ZOL | OSC | DON | HOM | WAT | ZHU | Punkte |
| ----- | --------------------------- | --- | --- | --- | --- | --- | --- | --- | --- | --- | --- | ------ |
| 1     | Chrysler Viper Team Oreca   | 1   | 1   | 1   | 1   | 1   | 1   | 1   | 2   | 1   | 1   | 137    |
| 1     | Chrysler Viper Team Oreca   | 2   | 2   | 2   | 2   | DNF | 2   | 16  | 4   | 2   | 5   | 137    |
| 2     | Chamberlain Motorsport      | 4   | 4   | 12  | 4   | 2   | 3   | 5   | 3   | 3   | 2   | 40     |
| 2     | Chamberlain Motorsport      | DNF | DNF | DNF | 8   | DNF | 4   | 6   | 7   | 6   | 10  | 40     |
| 3     | Freisinger Motorsport       | 3   | 6   | 5   | 6   | 4   | 5   | 9   | 5   | 4   | 4   | 23     |
| 3     | Freisinger Motorsport       | 19  | DNF | 14  | 17  | 7   | 10  | DNF | 6   | 8   | 6   | 23     |
| 4     | Paul Belmondo Racing        | 6   | 7   | 7   | 9   | 5   | 6   | 7   | 1   | 5   | 3   | 20     |
| 4     | Paul Belmondo Racing        | DNF |     | DNF | 10  | DNF | DNF | DNF | DNF | 7   |     | 20     |
| 5     | Lister Storm Racing         | DNF | DNF | 4   |     | 3   |     | 2   |     |     |     | 13     |
| 5     | Lister Storm Racing         |     |     | DNF |     | 12  |     |     |     |     |     | 13     |
| 6     | Konrad Motorsport           | 15  | 13  | 3   | 3   | 6   | 8   | 3   | 9   | 11  | NC  | 13     |
| 6     | Konrad Motorsport           |     |     |     |     |     |     |     | DNF | 12  | DNF | 13     |
| 7     | GLPK Racing                 | 5   | 3   | DNF | 13  | 14  | DNF | 4   |     |     |     | 9      |
| 8     | Roock Racing                | 8   | 5   | 6   | 7   | 15  |     |     |     |     | 9   | 3      |
| 8     | Roock Racing                | 11  | DNF | 15  | 16  |     |     |     |     |     |     | 3      |
| 9     | Roock Sportsystem           | 21  | DNF | 9   | 5   | 10  | 14  |     |     |     |     | 2      |
| 9     | Roock Sportsystem           | DNF |     |     |     |     |     |     |     |     |     | 2      |
| 10    | Haberthur Racing            | 7   | DNF | 8   | 12  | 9   | 7   | 14  | 8   | 9   | 7   | 0      |
| 10    | Haberthur Racing            | 14  | DNF | 11  | 20  | DNF | 13  | DNF | DNF | 10  | DNF | 0      |
| 10    | Autorlando                  | 9   |     |     |     |     |     | 11  |     |     |     | 0      |
| 10    | Seikel Motorsport           | 10  | 9   | 13  | 11  | 11  | 9   | 12  |     |     |     | 0      |
| 10    | Seikel Motorsport           | 17  | DNF | 16  | NC  |     | 12  | DNF |     |     |     | 0      |
| 10    | RWS                         | 12  | 11  | DNF | 15  | DNF | 11  | DNF |     |     |     | 0      |
| 10    | Marcos Racing International | 13  |     | 10  | 14  | DNF | DNS |     |     |     |     | 0      |
| 10    | Marcos Racing International |     |     | DNF |     |     |     |     |     |     |     | 0      |
| 10    | Ruggero Grassi              | 16  |     |     |     |     |     |     |     |     |     | 0      |
| 10    | MAC Racing                  | 18  |     |     |     |     |     |     |     |     |     | 0      |
| 10    | Bovi Motorsport             | 20  |     |     | DNS |     |     |     |     |     |     | 0      |
| 10    | Proton Competition          | DNF | 10  | NC  | DNF | 8   | DNF | 10  |     |     |     | 0      |
| 10    | Ebimotors                   | DNF |     |     |     |     |     |     |     |     |     | 0      |
| 10    | BVB                         |     | 8   |     |     |     |     | 8   |     |     |     | 0      |
| 10    | Sunauto                     |     | 12  |     | 18  |     |     |     |     |     |     | 0      |
| 10    | Werner                      |     | DNF | NC  | 19  | 13  |     | 15  |     |     |     | 0      |
| 10    | Porsche Zentrum Regensburg  |     |     |     |     |     | DNF |     |     |     |     | 0      |
| 10    | Porsche Zentrum Regensburg  |     |     |     | DNF |     |     |     |     |     |     | 0      |
| 10    | Cirtek Motorsport           |     |     |     |     |     |     | 13  |     |     |     | 0      |
| Platz | Team                        | MON | SIL | HOC | HUN | ZOL | OSC | DON | HOM | WAT | ZHU | Punkte |